# خوان ديفيد راميريز
خوان ديفيد راميريز (بالإسبانية: Juan David Ramírez)‏ هو رياضي ولاعب كرة قدم كولومبي، ولد في 9 يناير 1997 في ميديلين في كولومبيا. لعب مع أتلتيكو ناسيونال.

## وصلات خارجية
- خوان ديفيد راميريز على موقع قاعدة بيانات كرة القدم.إي يو (الإنجليزية)
- خوان ديفيد راميريز على موقع Soccerway.com (الإنجليزية)